# Cheick Timité
Cheick Timité (20 novembre 1997) è un calciatore ivoriano, centrocampista del Bình Dương.

## Caratteristiche tecniche
È un esterno destro.

## Carriera

### Club
Cresciuto nel settore giovanile dell'Ajaccio, ha esordito in prima squadra il 19 febbraio 2016 in occasione del match di Ligue 2 pareggiato 0-0 contro l'Auxerre.
Nel 2016 si è trasferito a titolo definitivo all'Amiens.

### Nazionale
Ha giocato nella nazionale ivoriana Under-23.
Nel 2021 ha giocato 3 partite nei Giochi Olimpici di Tokyo.